# 콜롬비아양털원숭이
콜롬비아양털원숭이(Lagothrix lugens)는 양털원숭이의 일종으로 멸종위급종이다. 콜롬비아에서 발견되며, 베네수엘라에도 사는 것으로 추측된다.